# Carina M. Johansson
Carina Margareta Johansson (født 21. marts 1960 i Göteborg) er en svensk skuespillerinde, der har medvirket i over 35 film og tv-serier. Hun er en del af det faste ensemble på Göteborgs stadsteater.
Johansson blev i 2001 tildelt en Guldbagge for sin birolle i spillefilmen Leva livet (2001), der er instrueret af Mikael Håfström.

## Udvalgt filmografi
- Leva livet (2001)
- Cleo (tv-serie, 2002)
- Capricciosa (2003)
- Populærmusik fra Vittula (2004)
- Hem till byn (tv-serie, 2006)
- Pirret (2007)
- Gynekologen i Askim (tv-serie, 2007-2011)
- Rosenhill (kortfilm, 2009)
- Fjällbacka-mordene - Havet giver, havet tager (2013)
- Hingsten (kortfilm, 2015)
- Springfloden (tv-serie, 2016)
- Savnet (tv-serie, 2017)
- Sune – Best Man (2019)
- Zebrarummet (tv-serie, 2021)
- Forsvundne mennesker (tv-serie, 2022)
- Familien Andersson (tv-serie, 2024)
- Nova & Alice (2024)
- The Long Melody (2025)